# Tatamagouche Bay
Tatamagouche Bay – zatoka (bay) zatoki Amet Sound w kanadyjskiej prowincji Nowa Szkocja, w hrabstwie Colchester; nazwa urzędowo zatwierdzona 5 stycznia 1945.